# Pentagonia wurdackii
Pentagonia wurdackii är en måreväxtart som beskrevs av Julian Alfred Steyermark. Pentagonia wurdackii ingår i släktet Pentagonia och familjen måreväxter. Inga underarter finns listade i Catalogue of Life.